# Именинница
«Имени́нница» (англ. Birthday Girl) — авантюрная комедийная драма режиссёра Джеза Баттеруорта, вышедший в мировой прокат в 2001 году.

## Сюжет
Джон, одинокий банковский служащий, посредством агентства «Из России с любовью» знакомится через Интернет с русской девушкой Надей и приглашает её приехать из России. Несмотря на свою недоверчивость, он быстро сходится с героиней, которая против его воли вступает с ним в половой контакт. Джону не верится, что ему так повезло. Скоро наступает день рождения Нади, на который она приглашает двух парней, представив их Джону как своего брата Юрия и его друга Алексея. С этого момента обычный клерк оказался втянут в целую гущу криминальных событий.
Алексей берёт Надю в заложники прямо в доме Джона и требует выкуп за неё. По уши влюбившийся в девушку Джон согласен на всё — бандиты вынуждают его ограбить банк, в котором он работал последние 10 лет. Однако отдав деньги Алексею, Джон понимает, что Надя обманула его, и захвата заложника не было, более того, Алексей — её мужчина. Таким ловким образом бандиты вынудили служащего банка совершить преступление — уже многие по всему миру стали жертвами этой троицы. Джон остается голым и привязанным к туалету в местном отеле. Ему удаётся освободиться. Он видит связанную Надю и узнаёт, что Алексей бросил девушку после того, как выяснилось, что она от него беременна. Джон освобождает девушку, и между ними происходит разговор. Выясняется, что она говорит по-английски и её настоящее имя не Надя.
Джон собирается сдать девушку полиции, желая отомстить преступнице. Однако затем он передумал, узнав от неё в полицейском участке, что она беременна. Он оставляет её в аэропорту, отклонив её предложение вместе пуститься в бега. Там девушку похищает Алексей, решивший, что хочет воспитывать своего ребёнка. Джон решает спасти её: он крадёт у бандитов деньги и паспорт Алексея и освобождает Софью. Девушка уговаривает Джона вместе с ней улететь в Россию. Уже направляясь на посадку в самолёт, она сообщает ему, что её настоящее имя Софья.

## В ролях
| Актёр               | Роль                |
| ------------------- | ------------------- |
| Николь Кидман       | София / Надя        |
| Бен Чаплин          | Джон Бекингем       |
| Венсан Кассель      | Алексей             |
| Матьё Кассовиц      | Юрий                |
| Стивен Мэнгэн       | управляющий банка   |
| Александр Армстронг | Роберт Мозли        |
| Салли Филлипс       | Карен               |
| Бен Миллер          | консьерж            |
| Джо МакИннесс       | официантка          |
| Марк Гэтисс         | портье              |
| Рис Шерсмит         | портье              |
| Джонатан Арис       | Д.И.О'Фитеджер      |
| Стив Пембертон      | оперативный сержант |

## Музыка
В фильме звучали песни:
- «The Most Beautiful Girl in the World» в исполнении Bob Sakek.
- «Dost Vas Mam! (I’ve Had It with You)» в исполнении Da Il Deuce.
- «Pocasna Loza (VIP Lounge)» в исполнении Sick Rhyme Sayazz feat. Koolade & Dash.
- «Memory» в исполнении Elaine Paige.
- «Sugar & Spice» в исполнении The Searchers.
- «Age of the Sun» в исполнении The Sunshine Fix.
- «Funny How Love Can Be» в исполнении The Ivy League.
- «Even the Bad Times Are Good» в исполнении The Tremeloes.
- «Somethin' Stupid» в исполнении Робби Уильямс и Николь Кидман.